# Advance Guardian Heroes
Advance Guardian Heroes (アドバンスガーディアンヒーローズ?, Adobansu Gādian Hīrōzu) è un videogioco del genere picchiaduro sviluppato da Treasure per Game Boy Advance. Pubblicato nel 2004 in Giappone e distribuito in Occidente da Ubisoft, il titolo è il seguito di Guardian Heroes per Sega Saturn.

## Modalità di gioco
Advance Guardian Heroes è un picchiaduro a scorrimento laterale in cui i personaggi giocabili possono eseguire vari attacchi. Le mosse fisiche includono contrattacchi e scatti a mezz'aria. Gli attacchi magici, che prosciugano il misuratore MP, includono incantesimi elementali e barriere protettive. È anche possibile entrare in "Hyper Mode", una versione più veloce e potente del personaggio giocabile.
Il gioco è suddiviso in vari livelli e sottolivelli con i propri combattimenti contro i boss, nemici e puzzle. Le modalità di gioco includono "Storia" per un massimo di due giocatori, "Versus" e "Allenamento".
A differenza del suo predecessore, Advance Guardian Heroes consente ai giocatori di muoversi fluidamente verso e lontano dallo schermo, anziché passare da un piano all'altro. Sono stati aggiunti alcuni elementi platform per spezzare il combattimento e sono state implementate due nuove manovre di salto, l'air-dash e il homing jump. Alcune sequenze in cui vengono utilizzate queste mosse sembrano essere riferimenti a vari giochi arcade e a 8 bit e ad alcuni film wire-fu.
Gran parte del gioco si basa su un "incantesimo barriera" rivisto. Tutti i personaggi giocabili (e i nemici con livelli di difficoltà più elevati) hanno a disposizione l'incantesimo barriera e, a costo della magia nel tempo, rende un personaggio invincibile. L'uso correttamente sincronizzato dell'incantesimo barriera consente a un giocatore di riflettere proiettili e magia (in un effetto visivo che ricorda Marina Liteyears di Mischief Makers che lancia un laser o un fulmine alla fonte) o di stordire i nemici che attaccano in mischia.
Un indicatore verde viene utilizzato per rappresentare la rabbia del personaggio. In qualsiasi momento in cui il personaggio del giocatore viene reso immobile o fuori dal controllo del giocatore, il giocatore può premere rapidamente i pulsanti per aumentare l'indicatore della rabbia. I punti assegnati alla mobilità del personaggio garantiscono bonus alla velocità con cui questo indicatore aumenta. Quando lampeggia, il personaggio può premere A+B contemporaneamente per attivare "Hyper Mode" o "Anger Mode", avviando un timer in cui l'indicatore della rabbia diminuisce, l'indicatore della magia aumenta, il personaggio riceve una scarica di velocità e il giocatore riprende il controllo del personaggio.
Se il personaggio del giocatore muore durante il gioco, appare una figura sinistra che si offre di dare al personaggio l'invincibilità in cambio della sua anima. Se il giocatore rifiuta, appare la principessa e rassicura il giocatore che ci sarà un'altra possibilità, prima che il gioco passi a una schermata di game over. Se il giocatore accetta le condizioni della figura sinistra, il personaggio viene riportato in vita in uno stato denominato "Devil Mode" che non è in grado di subire danni (anche se può ancora essere atterrato e lanciato in giro) per i successivi sei minuti, prima che la figura sinistra riappaia e distrugga il personaggio, con conseguente schermata di game over. Indipendentemente dalla scelta del giocatore, il gioco può essere continuato dall'ultimo checkpoint raggiunto prima di entrare in "Devil Mode".
Inoltre, a differenza del primo gioco, il giocatore può utilizzare quasi tutti i personaggi sbloccati nella storia principale e nelle altre modalità.
Durante il gioco, i nemici sconfitti lasceranno cadere cristalli di varie dimensioni e colori, che fungono da punti esperienza. Tra una fase e l'altra, i giocatori possono allocare questi cristalli verso uno o più attributi del loro personaggio: Vitalità, Mente, Attacco, Difesa, Attacco magico, Difesa magica e Mobilità. In certi punti, il giocatore deve combattere gli eroi del gioco precedente e, dopo averli sconfitti, rinuncerà alle proprie anime, il che aumenterà uno degli attributi di 10. Aumentare un attributo con i cristalli dell'anima aumenterà il livello del personaggio, indipendentemente da quanto alto fosse quell'attributo all'inizio. Più alto è il livello del personaggio, più cristalli dell'anima saranno necessari per raggiungere il livello successivo, quindi i giocatori devono allocare i propri punti con attenzione. Tutto ciò che rimane dopo l'allocazione può essere donato per sbloccare altri personaggi giocabili.

## Accoglienza
| Testata                   | Giudizio |
| ------------------------- | -------- |
| Metacritic (media al)     | 65/100   |
| Edge                      | 6/10     |
| Electronic Gaming Monthly | 6,83/10  |
| Game Informer             | 7/10     |
| GameSpot                  | 6,9/10   |
| GameSpy                   | 3,5/5    |
| GameZone                  | 6/10     |
| IGN                       | 6/10     |
| Jeuxvideo.com             | 9/20     |
| Nintendo Power            | 3,9/5    |
| Nintendo World Report     | 7,5/10   |
| X-Play                    | 1/5      |

Il gioco ha ricevuto recensioni contrastanti e nella media, come indicato dal sito web di aggregazione di recensioni Metacritic. Sebbene la maggior parte dei recensori abbia infatti apprezzato la grafica e il gameplay, in molti hanno criticato gli aspetti relativi a trama e frame rate.